# Regionarv
Regionarv er de naturlige og kulturelle miljøer og tilhørende immaterielle kulturarv, der opfattes som værende af betydning i en region. Ordet regionarv er en parallel til Verdensarv, men normalt ikke rettet mod et bestemt objekt, men snarere hele af de steder, bygninger og landskaber, der tilskrives værdier. Hvad som er regionarv besluttes ikke formelt. Det er snarere under konstant evaluering og diskussion, og synes mere eller mindre godt i den konsensus blandt de lokale, regionale og nationale aktører.
Regionarv er fysiske miljøer, som de opfattes af mennesker. Desuden, dets historie, traditioner og 'genius loci', der konstant reproduceres og overføres fra generation til generation og skaber en følelse af identitet og kontinuitet.
Dewar skriver: "Heritage can be world heritage, regional heritage, or it can belong to a particular culture or simply to an extended family. Heritage should not be seen simply as cultural elements, since the natural environment also contains places of significance. Heritage value can be found in a national park or a farm woodlot. Natural sites are not necessarily in the past; they exist and are alive in the present."